# Werkstattwagen

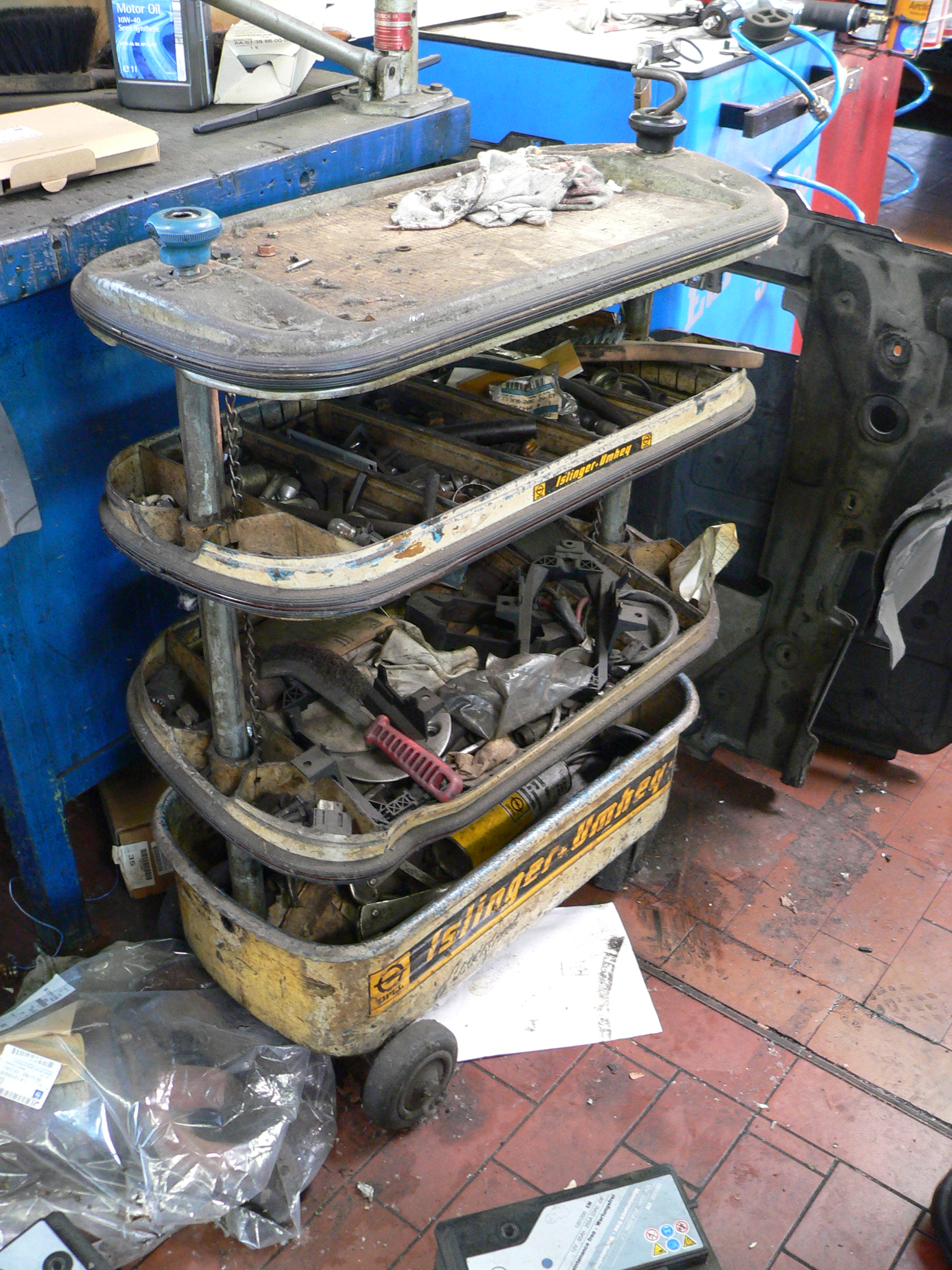
HAZET Assistent mit Werkzeug

Der Werkstattwagen oder Werkzeugwagen ist ein fahrbares Behältnis, das Werkzeug und Kleinteile gut organisiert an einem beliebigen Platz in einer Werkstatt verfügbar macht.
Ein Werkstattwagen hat meist vier Räder, davon zwei Lauf- und zwei Lenkräder. Über einem großen Stauraum befindet sich in der Regel ein Schubladensystem mit auszugsicheren, kugelgelagerten Schubladen und zentralem Schloss. Auf der Oberseite des Wagens kann sich ein kastenförmiges Aufbewahrungselement oder eine Arbeitsplatte aus Holz oder Kunststoff befinden.
Ein Werkstattwagen mit nur 2 Rollen ist wie ein Trolley aufgebaut und ermöglicht dadurch ein einfaches Transportieren des Werkzeuges über Stiegen, Bordsteinkanten usw.
An einer schmalen Seite ist meist ein Griff angebracht. Manche Werkstattwagen werden auch rundum mit Prallschutz ausgestattet. Je nach Bedarf des Benutzers kann unterschiedliches Zubehör montiert sein.
Der erste Handwerkzeugwagen weltweit war der von Hazet produzierte HAZET-„Assistent“. Seine Regaletagen sind zusammenklappbar, frühe Modelle gab es auch mit der Option eines herausnehmbaren, dreibeinigen Arbeitshockers.